# Ara votiva

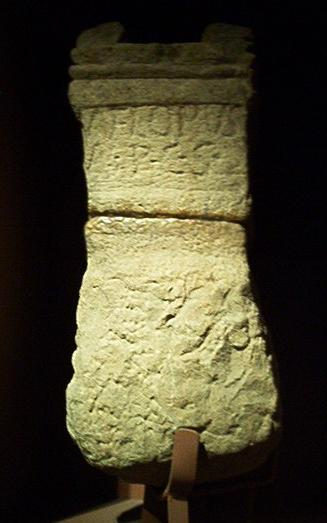
Ara votiva de Rasines.

Uma ara votiva é uma pedra erigida em memória de alguém.
Uma Ara é uma pedra aparelhada, de forma geralmente prismática, com uma inscrição em que o dedicante agradece a uma certa divindade algum benefício ou graça concedida.
As aras votivas não eram exclusivas dos romanos visto que outros povos as erigiram na antiguidade como os gregos, os egípcios, etc.
Exemplo: Ara votiva do Ninho do Açor